# Hamad nemzetközi repülőtér
A Hamad nemzetközi repülőtér (IATA: DOH, ICAO: OTHH) Katar nemzetközi repülőtere, amely Doha közelében található és a katari légitársaság, a Qatar Airways székhelye. Éves utasforgalma 17 702 635 fő (2021). 2021-ben a Skytrax a világ legjobb nemzetközi repülőterének választotta.
A fővárostól, Dohától délre található, és Katar fő repülőtereként a közeli dohai nemzetközi repülőteret váltotta fel. A korábban Új Dohai Nemzetközi Repülőtér (NDIA) néven ismert Hamad Nemzetközi Repülőtér eredetileg 2008-ban nyitotta volna meg kapuit, de több költséges késedelem után végül 2014. április 30-án nyitotta meg kapuit, amikor a Qatar Airways egyik gépe ünnepélyes leszállással a közeli Dohai Nemzetközi Repülőtérről átrepült és leszállt. A Qatar Airways és az összes többi légitársaság 2014. május 27-én költözött át hivatalosan az új repülőtérre. A repülőteret Katar előző emírjéről, Hamad bin Khalifa Al Thani-ról nevezték el. A Hamad nemzetközi repülőtér lett az első közel-keleti repülőtér, amely a Skytrax 2021-es World Airport Awards 2021-es világrepülőtér díjátadóján elnyerte a világ legjobb repülőtere címet, véget vetve a szingapúri Changi repülőtér hétéves dominanciájának. 2021-ben a katari Hamad nemzetközi repülőtér már második éve a világ legjobb repülőtere. A bejelentésre a Skytrax 2022 World Airport Awards-on került sor, amelyet a Passenger Terminal EXPO-n tartottak Párizsban, Franciaországban.
Teherforgalma alapján 2023-ban a világ 8. legnagyobb teherforgalmú repülőtere volt.

## Futópályák
A repülőtér futópályái:
- 16R/34L (4250 m, 60 m, aszfalt)
- 16L/34R (4850 m, 60 m, aszfalt)

## Forgalom
Az utasforgalom az elmúlt években az alábbi módon változott:
| Utasok száma | 37 283 987 | 35 270 410 | 34 500 000 | 38 786 422 | 17 702 635 | 35 734 243 |
|              | 2016       | 2017       | 2018       | 2019       | 2021       | 2022       |

## Légitársaságok és uticélok
| Légitársaság                    | Célállomások |
| ------------------------------- | --- |
| Air Algerie                     | Algiers |
| Air Arabia                      | Sharjah |
| Air Canada                      | Toronto–Pearson |
| Air Cairo                       | Alexandria, Assiut, Sohag |
| Air India                       | Delhi |
| Air India Express               | Kannur, Kochi, Kozhikode, Mangalore, Mumbai, Thiruvananthapuram, Tiruchirappalli |
| American Airlines               | New York–JFK |
| Ariana Afghan Airlines          | Kabul |
| Badr Airlines                   | Khartoum |
| Biman Bangladesh Airlines       | Chittagong, Dhaka, Sylhet |
| British Airways                 | London–Gatwick |
| Conviasa                        | Caracas |
| EgyptAir                        | Cairo |
| Ethiopian Airlines              | Addis Ababa |
| Etihad Airways                  | Abu Dhabi |
| Finnair                         | Koppenhága, Helsinki (2022. december 16-tól), Stockholm–Arlanda |
| flynas                          | Jeddah, Riyadh |
| flydubai                        | Dubai–International |
| Go First                        | Kannur, Kochi, Mumbai |
| Himalaya Airlines               | Kathmandu |
| IndiGo                          | Bangalore, Chennai, Delhi, Hyderabad, Kannur, Kochi, Kozhikode, Mumbai |
| Iran Air                        | Bandar Abbas, Lar, Shiraz |
| Jazeera Airways                 | Kuwait City |
| Kuwait Airways                  | Kuwait City |
| Libyan Airlines                 | Tripoli |
| Malaysia Airlines               | Kuala Lumpur–International |
| Middle East Airlines            | Beirut |
| Nepal Airlines                  | Kathmandu (2022. december 31-től) |
| Oman Air                        | Muscat |
| Pakistan International Airlines | Islamabad, Lahore, Peshawar |
| Pegasus Airlines                | Istanbul–Sabiha Gökçen Szezonális: Antalya, Trabzon |
| Philippine Airlines             | Manila |
| Qatar Airways                   | Abidjan, Abu Dhabi, Abuja, Accra, Adana, Adelaide, Addis Ababa, Ahmedabad, Alexandria, Algiers, Almaty, Amman–Queen Alia, Amritsar, Amszterdam, Ankara, Astana, Athens, Atlanta, Auckland, Baghdad, Baku, Bangalore, Bangkok–Suvarnabhumi, Barcelona, Basra, Beijing–Daxing, Beirut, Belgrád, Berlin, Boston, Brisbane, Brüsszel, Bucharest, Budapest, Cairo, Canberra (resumes 1 April 2023), Cape Town, Casablanca, Cebu, Chengdu–Shuangliu, Chennai, Chicago–O'Hare, Chongqing, Clark, Colombo–Bandaranaike, Koppenhága, Dallas/Fort Worth, Dammam, Dar es Salaam, Delhi, Denpasar, Dhaka, Djibouti, Dubai–International, Dublin, Durban, Düsseldorf, Edinburgh, Entebbe, Erbil, Faisalabad, Frankfurt, Gassim, Genf, Goa–Dabolim, Guangzhou, Hangzhou, Hanoi, Harare, Helsinki, Ho Chi Minh City, Hong Kong, Houston–Intercontinental, Hyderabad, Isfahan, Islamabad, Istanbul, Istanbul–Sabiha Gökçen, Jakarta–Soekarno-Hatta, Jeddah, Johannesburg–OR Tambo, Kano, Karachi, Kathmandu, Khartoum, Kilimanjaro, Kochi, Kolkata, Kozhikode, Kuala Lumpur–International, Kuwait City, Lagos, Lahore, Larnaca, London–Gatwick, London–Heathrow, Los Angeles, Luanda, Lusaka, Luxor, Madrid, Mahé, Malé, Manchester, Manila, Maputo, Mashhad, Medina, Melbourne, Miami, Milan–Malpensa, Mogadishu, Montréal–Trudeau, Moscow–Sheremetyevo, Multan, Mumbai, München, Muscat, Nagpur, Nairobi–Jomo Kenyatta, Najaf, New York–JFK, Oslo, Párizs–Charles de Gaulle, Perth, Peshawar, Philadelphia, Phuket, Port Harcourt, Prága, Riyadh, Rome–Fiumicino, Salalah, San Francisco, São Paulo–Guarulhos, Sarajevo, Seattle/Tacoma, Seoul–Incheon, Shanghai–Pudong, Sharjah, Shiraz, Sialkot, Singapore, Szófia, Sohar, Stockholm–Arlanda, Sulaymaniah, Sydney, Tashkent, Tbilisi, Tehran–Imam Khomeini, Thiruvananthapuram, Tokyo–Narita, Tunis, Bécs, Varsó–Chopin, Washington–Dulles, Windhoek–Hosea Kutako, Yerevan, Zágráb, Zanzibar, Zürich Szezonális: Antalya, Bodrum, Málaga, Mykonos, Nizza, Santorini |
| Royal Air Maroc                 | Casablanca |
| Royal Jordanian                 | Amman–Queen Alia |
| RwandAir                        | Kigali |
| SalamAir                        | Muscat |
| Saudia                          | Jeddah, Riyadh |
| SriLankan Airlines              | Colombo–Bandaranaike |
| Syrian Air                      | Damascus |
| Tarco Aviation                  | Khartoum |
| Turkish Airlines                | Istanbul |
| US-Bangla Airlines              | Chittagong, Dhaka |

- ↑ 1 1  Biman Bangladesh Airlines' flight from Doha to Dhaka makes a stop at Sylhet. However, the flight from Dhaka to Doha is non-stop.